# 牙本质基质蛋白1
牙本质基质酸性磷蛋白（英語：Dentin matrix acidic phosphoprotein 1）是在人类中由DMP1基因编码的蛋白质。
牙本质酸性磷蛋白是细胞外基质蛋白和SIBLING蛋白的一种。这种蛋白质对于骨和牙本质的矿化是关键的，存在于骨和牙组织的不同细胞中。该蛋白质含有大量的酸性结构域，多个磷酸化位点，功能性arg-gly-asp细胞附着序列和DNA结合结构域。在未分化的成骨细胞中，其主要为调节成骨细胞基因特异性表达的核蛋白。在成骨细胞成熟期间，其被磷酸化并运输到细胞外基质，用以协调矿化基质形成。该基因中的突变引起常染色体隐性低磷酸血症，这种疾病表现为疳和骨软化。其基因结构在哺乳动物中是保守的。已经被描述为编码该基因的不同的同种型的两种转录变体。